# No Fear (Rudimental e The Martinez Brothers)
No Fear è un singolo del gruppo musicale britannico Rudimental e del gruppo musicale statunitense The Martinez Brothers, pubblicato l'8 dicembre 2017.

## Descrizione
Si tratta di un brano house inciso con la partecipazione vocale di Donna Missal.
Il 21 aprile 2018, in occasione dell'annuale Record Store Day, No Fear è stato pubblicato nel formato 12" insieme al singolo Healing del 2016.

## Tracce
Download digitale
1. No Fear (feat. Donna Missal) – 3:52 (Amir Amor, Kesi Dryden, Piers Aggett, Leon Rolle, Chris Martinez, Steven Martinez, Donna Missal)

12" – Healing/No Fear
- Lato A

1. Healing (feat. Joseph Angel) – 7:24 (Amir Amor, Kesi Dryden, Piers Aggett, Leon Rolle, Joseph Angel)

- Lato B

1. No Fear (Rudimental & The Martinez Brothers feat. Donna Missal) – 7:09 (Amir Amor, Kesi Dryden, Piers Aggett, Leon Rolle, Chris Martinez, Steven Martinez, Donna Missal)